# شالوم حانوخ
شالوم حانوخ (به عبری: שלום חנוך) خواننده و آهنگساز راک اهل اسرائیل است. از حانوخ به‌عنوان «پدر راک اسرائیلی» و یکی از افراد تاثیرگذار در گسترش موسیقی راک در این کشور یاد می‌کنند. همکاری‌های او با آریک اینشتین باعث شد اولین آثار موسیقی راک اسرائیلی ساخته شوند.
حانوخ زادهٔ ۱ سپتامبر ۱۹۴۶ در کیبوتص میشماروت است. او از نوجوانی با مشارکت در یک گروه موسیقی محلی توانایی‌اش در ترانه‌سرایی را آزمود و در ۱۴ سالگی اولین ترانه‌اش با نام «لیلا» را ساخت که تابه‌امروز در زمرهٔ یکی از آثار مهم‌اش به‌شمار می‌آید.
حانوخ تابه امروز ۱۵ آلبوم استودیویی به‌صورت تکی یا اشتراکی منتشر کرده‌است. تعدادی از آثار حانوخ به‌عنوان ساندترک فیلم‌های سینمایی هم استفاده شده‌اند.